# The Grinding Wheel
The Grinding Wheel – osiemnasty album studyjny amerykańskiego zespołu thrash metalowego Overkill wydany 10 lutego 2017 roku przez Nuclear Blast Records.

## Lista utworów
1. „Mean, Green, Killing Machine” – 7:29
2. „Goddamn Trouble” – 6:21
3. „Our Finest Hour” – 5:49
4. „Shine On” – 6:03
5. „The Long Road” – 6:45
6. „Let’s All Go to Hades” – 4:55
7. „Come Heavy” – 4:59
8. „Red, White and Blue” – 5:05
9. „The Wheel” – 4:51
10. „The Grinding Wheel” – 7:55

## Twórcy
- Blitz – Wokal
- Dave Linsk – Gitara Prowadząca
- Derek Tailer – Gitara Rytmiczna
- D.D.Verni – Gitara Basowa
- Ron Lipnicki – Perkusja